# Gullberg (Malmösläkten)

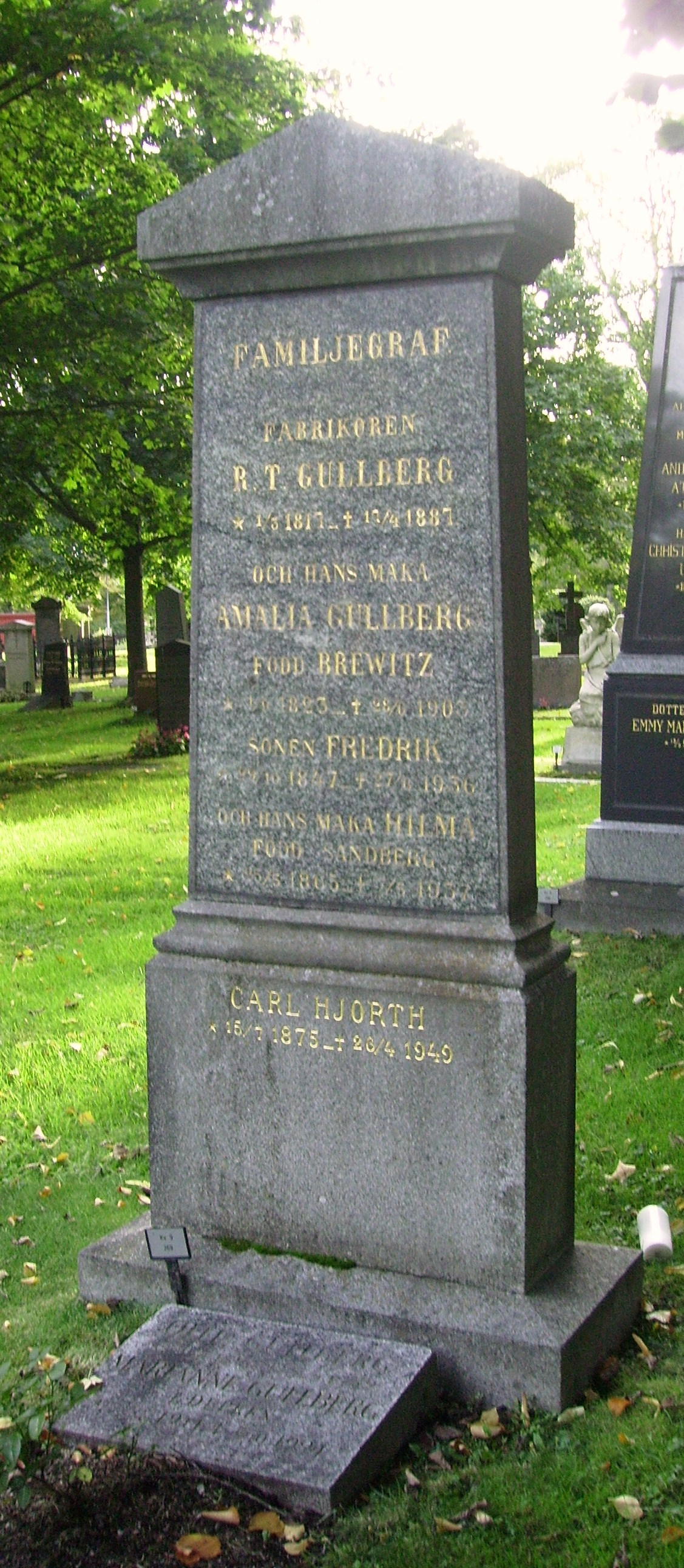
Gullbergs familjegrav på Norra begravningsplatsen i Solna kommun. Fabrikören Reinhold Teodor Gullberg (1817–87) ligger här.

Gullberg är en släkt som härstammar från Malmö.
Andreas Gullberg (död 1771) var garnisonsklockare i Malmö som var far till tullinspektoren Abraham Gullberg i Karlstad. Hans son amiralitetskamreraren Anders Gustaf Gullberg var far till fabrikören Reinhold Theodor Gullberg (1817–87), som från 1856 var en av Lars Johan Hiertas kompanjoner vid Liljeholmens stearinfabrik och vid en svavelsyrafabrik i Stockholm. Han står bakom namnet Barnängen på det kända tvålmärket. Från 1860 var han teknisk ledare för Liljeholmen, men lämnade företaget efter dispyt med Hierta 1871. Han övertog däremot svavelsyrafabriken, som han flyttade över till Gröndal. 
Hans son Gustaf Theodor Gullberg (1844–1927) grundade 1869 en kemikaliefabrik i Göteborg och hade där även grosshandelsfirman Theodor Gullberg & co från 1878 till 1925 samt en minuthandelsfirma, Gullbergs Färg- och kemikaliehandel. Den senare fick flera filialer i andra städer och innehas fortfarande av en släktmedlem.[källa behövs]
Theodors kusin Mauritz Herman Gullberg (1875–1933), försäkringsmäklare, ryttmästare och generalkonsul för Grekland, inköpte 1921 Tureholms slott av greve Thure Bielke. Herman Gullberg var tidigare även ägare av bl.a. Mälsåker slott. Tureholms slott såldes efter Hermans död till familjen Bonde 1935.